# 마이브리트 닐슨
마이브리트 닐슨(Maj-Britt Nilsson, 1924년 12월 11일 ~ 2006년 12월 19일)은 스웨덴의 배우이다. 영화 감독 잉마르 베리만, 하세 에크만과 많은 작업을 한 것으로 유명하다.

## 작품 목록
- 환희에 부쳐 (1950)
- 여름이야기 (1951)
- 여자들의 꿈 (1952)